# ドレイク・ヤンガー
ドレイク・ヤンガー（Drake Younger、1984年9月10日 - ）は、アメリカ合衆国の元プロレスラーで、現在はレフェリー。
本名、ドレイク・ワーツ（Drake Wuertz）。インディアナ州インディアナポリス出身。
経歴の多くの部分をハードコア方面における活動に費やした。

## 来歴

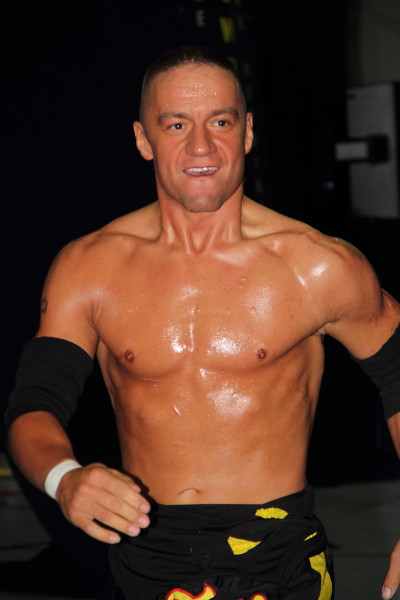
現役時代

インディアナ州都インディアナポリスに生を享け、やがてIWAミッドサウスにて活躍したアメリカン・キックボクサーという名の元プロレスラーとイアン・ロッテンからの訓練を受けたうえで、2003年2月7日にIWAミッドサウスのマットを舞台にプロレスラーとしてのデビューを行った。
それからしばらくの間をIWAミッドサウスで活動し、2006年7月29日に開催されたコンバット・ゾーン・レスリング(CZW)のトーナメント・オブ・デスの第5回大会に参戦。かくしてCZWのマットへとデビューするに至り、それからというもの、その経歴の大部分を通してIWAミッドサウスとCZWとを主戦場として活動してきた。
2006年9月にIWAイーストコーストのデスマッチ選手権「マスターズ・オブ・ペイン」に参戦。第一回戦目でコーポラル・ロビンソンを相手に敗れ去った。 それから間もなく10月にCZWウルトラバイオレントアンダーグラウンド王座を獲得。
2007年は、地元インディアナ州を舞台にIWAミッドサウスデスマッチ王座の初代獲得者となったうえ、2度目の参戦となったトーナメント・オブ・デスの第6回大会を制覇。
2007年、ウエストサイド・エクストリーム・レスリング(wXw)というドイツのプロレス団体のマットへの参戦を始めた年でもあった。 さっそくサムタック・ジャックとともに行ったそこでのデスマッチでは、カミソリの刃を取り付けた椅子、ドリル、ノコギリ、有刺鉄線、ガラス、そして注射器などといった凶器の数々が飛び交うに至った。
ブレイン・ダメージの手へと渡っていたCZWウルトラバイオレントアンダーグラウンド王座を奪還してその幕を開けた2008年には、ニック・ゲージの保持下にあったCZWのヘビー級王座の奪取に一度は失敗するも、そのCZWの『ア・タングルド・ウェブ』と題された大会において、ついにはゲージを破ると同時にこの王座を戴冠。 年内にさっそくラッカスからの挑戦を撃退した。
2009年にはドイツ、wXwのマットを舞台にダニー・ハボックからのこの王座への挑戦を撃退。このハボック相手の防衛戦は、観客持参の凶器を交えたデスマッチになる予定であったが、地元の警察によって未然に阻止されてしまった。 同日に開幕したwXwのデスマッチ選手権大会―ゴアフェストにあっては、サミ・カリハンを下して準決勝まで進出し、ダニー・ハボック／サムタック・ジャック／ヘイトという面子で行ったバトルロイヤル戦で敗れたものの、更に組まれた一戦におけるCZWヘビー級王座のデボン・ムーアからの防衛に成功した。
「日本へ行きたい。特に大日本プロレスへ行きたい」としきりに述べていた。米国のインディプロレス界で若きにありながら多くのことを成し遂げてきた状態にあって、それが自身に残された最大の目標なのであるという。2011年の一騎当千DEATH MATCH SURVIVORで念願の大日本プロレス参戦を果たし、以降も2012年7月にBJW認定デスマッチヘビー級王座戦でアブドーラ小林に挑戦するなど、数回来日している。
2013年、WWEと契約を交わして入団。傘下団体であるNXTに本名名義でレフェリーとして活動していたが、2021年、新型コロナウイルス感染拡大防止の為のマスク着用義務化に反対する根拠のない主張や、ワクチン接種を批判したなどとして懲戒解雇処分を受けた。

2023年、プロレスラーからの引退を表明。その後はCZWにレフェリーとして参加、同年、マッドマン・ポンドの大日本プロレス参戦にも帯同している。

## 得意技
- ドレイクランディング

バータブレイカーと同じ形の技。リバースゴリースペシャルの体制で頭から高角度に落とす。　変形パイルドライバー　。
- ドレイクン・ベイク

デスバレードライバー
- ブレーンバスター
- フロッグスプラッシュ
- STF
- タイガードライバー

来日時から使うようになった。

## 獲得タイトル
- CZW世界ヘビー級王座 : 1回
- CZW世界タッグ王座 : 1回

w / エディ・キングストン
- CZW世界ジュニアヘビー級王座 : 1回

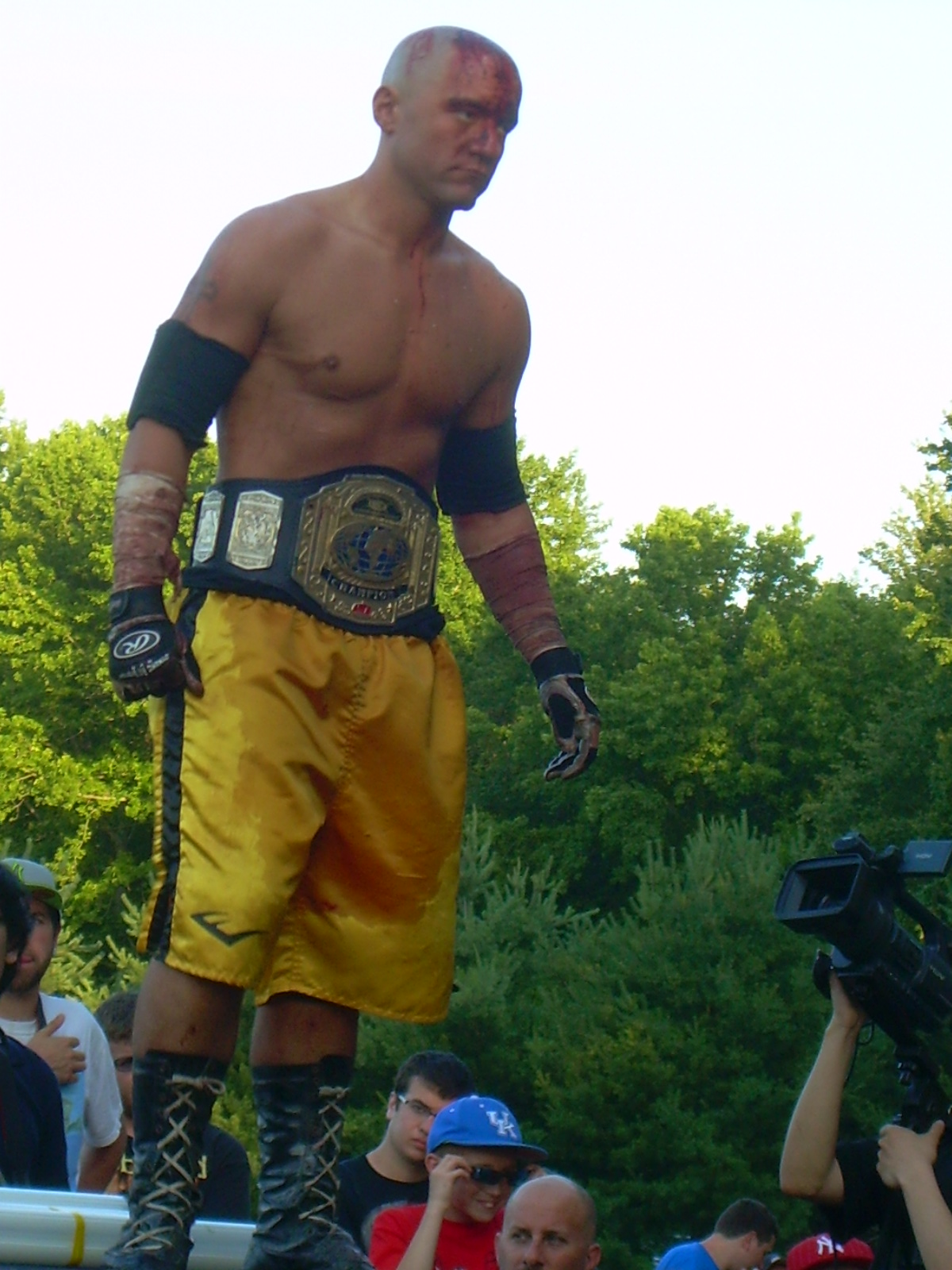
CZW世界ジュニアヘビー級王者時代

- CZWウルトラバイオレントアンダーグラウンド王座 : 2回
- トーナメント・オブ・デス : 2007年度優勝
- CZW殿堂

他、アメリカのインディー団体を中心に多数のタイトルを獲得。